# Muscadet-coteaux-de-la-loire
Pour les articles homonymes, voir Muscadet.
Le muscadet-coteaux-de-la-loire est un vin blanc d'appellation d'origine contrôlée produit dans le Loire-Atlantique et sur une partie du Maine-et-Loire.
Il ne doit pas être confondu avec les autres appellations voisines : muscadet, muscadet-côtes-de-grandlieu et muscadet-sèvre-et-maine.

## Présentation

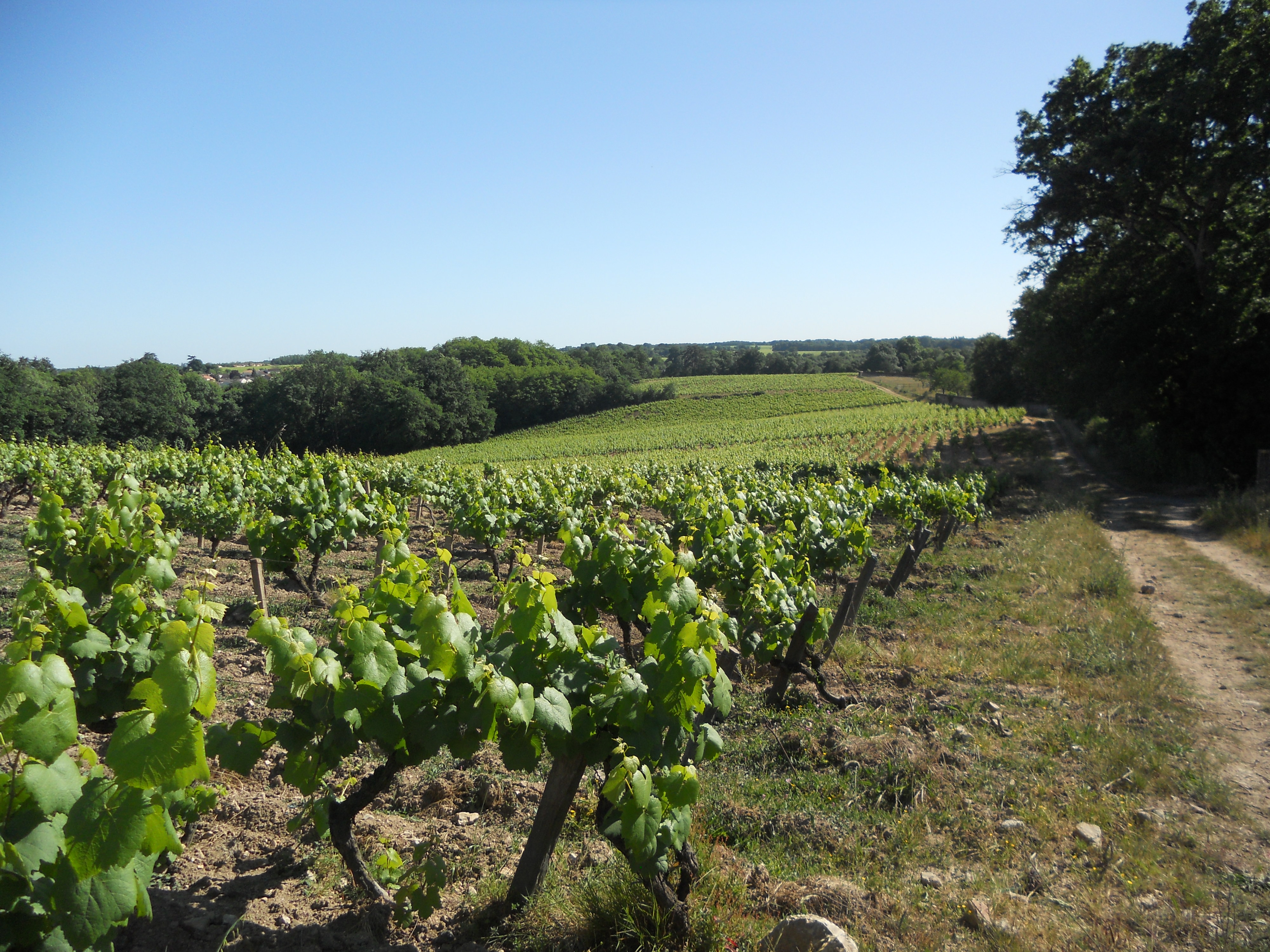
Vignoble du Muscadet-Coteaux-de-la-loire

Ce vignoble, classé AOC depuis le 14 novembre 1936, couvrait en 2005 une superficie de 200 hectares sur la rive droite des bords de Loire entre Nantes et Ancenis dans le département de la Loire-Atlantique, débordant sur la rive gauche essentiellement dans le département de Maine-et-Loire. Le décret du 9 octobre 1995 a remplacé l'ancienne dénomination de muscadet-des-coteaux-de-la-loire.
Les vins du Muscadet sont vinifiés en blanc sec à partir d'un cépage unique, le melon (appelé « muscadet » localement, on le retrouve aussi sous les dénominations de melon de Bourgogne, gamay de Bourgogne ou melon musqué). Les vins doivent présenter un titre alcoométrique naturel de 9 % vol. et le moût doit présenter une richesse en sucre de 144 g/l. Le rendement de base est fixé à 55 hl/ha. La densité des plantations doit être comprise entre 6.500 et 7 500 pieds/ha.
La dénomination « sur lie » (ou sur lies peut être ajoutée à l'appellation. Dans ce cas, les vins doivent avoir passé un seul hiver en fût ou en cuves et se trouver encore sur leurs lies de fermentation au moment de la mise en bouteille qui se situe entre le 1er mars et le 30 juin ou entre le 15 octobre et le 30 novembre

## Aire de production

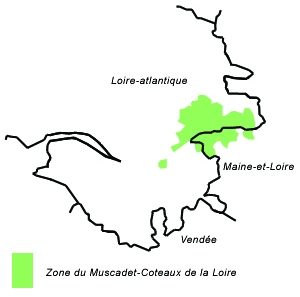
Zone de l'appellation muscadet-coteaux-de-la-loire.

Seuls ont droit à l'appellation muscadet-coteaux-de-la-loire les vins récoltés sur les territoires :
- 17 communes de la Loire-Atlantique : Ancenis, Anetz, Barbechat, Carquefou, Le Cellier, Couffé, Ligné, Mauves-sur-Loire, Mésanger, Mouzeil, Oudon, Saint-Géréon, Saint-Herblon, Saint-Sébastien-sur-Loire, Teillé, Thouaré-sur-Loire et Varades.
- 8 communes du Maine-et-Loire : Bouzillé, Champtoceaux, La Chapelle-Saint-Florent, Drain, Landemont, Liré, Saint-Florent-le-Vieil et La Varenne.

Cette aire d'appellation côtoie en grande partie celle de l'AOC Coteaux-d'ancenis qui produit majoritairement des vins rouges vinifiés à partir des cépages cabernet-sauvignon N, cabernet franc N et gamay N.

## Sources, Bibliographie
- Pierre Galet: Cépages et Vignobles de France. Édition Lavoisier, Paris 2004,  (ISBN 2-7430-0680-3).
- Benoît France: Grand Atlas des Vignobles de France. Verlag Éditions SOLAR, Paris 2002,  (ISBN 2-263-03242-8).
- Michel Mastrojanni : Les Vins de France (guide vert solar). Éditions Solar, Paris 1992 - 1994 - 1998,  (ISBN 2-263-02796-3)